# Liberté et démocratie pour la République
Liberté et Démocratie pour la République (désigné par l'acronyme LIDER) est un parti politique libéral ivoirien, fondé le 14 juillet 2011 par Mamadou Koulibaly à la suite de la crise post-électorale ivoirienne de 2010-2011.
Le LIDER défend une approche libérale aux problèmes de la Côte d'Ivoire, mais prend un positionnement indépendant sur l'échiquier politique ivoirien, s'opposant généralement au PDCI, au Rassemblement des républicains, et au Front populaire ivoirien.
LIDER (Liberté et Démocratie pour la République) est une entité politique qui s’inscrit dans un courant du libéralisme classique et qui prône la démocratie et l’économie de marché. Les membres fondateurs de cette famille politique sont Mamadou Koulibaly, Mireille Patricia Gnagne, Fatou Affoum-Bamba, Isaac Tapé, Sylvestre Konin, Claude Brissi et Roland Dagher.
Créé le 14 juillet 2011 par celui qui était alors le président de l’Assemblée nationale et, par intérim, le patron du Front patriotique ivoirien (FPI), le mouvement Liberté et démocratie pour la République (Lider) n’a jamais vraiment trouvé ses électeurs. Pourtant, quand Mamadou Koulibaly démissionne et part à la tête d’un groupe de jeunes cadres, tous les observateurs prédisent un séisme au sein du parti de Laurent Gbagbo. Mais Mamadou Koulibaly ne réussit pas à entraîner la base, restée fidèle au chef, détenu dans le Nord depuis sa chute, en avril.
En décembre, le nouveau parti enregistre son premier camouflet public. Alors qu’il présentait plusieurs candidats aux législatives, il ne remporte aucune circonscription. Pis, le président du Lider, candidat en tant que député sortant à Koumassi (Abidjan), récolte à peine 2 % des voix.